# 天文馆 (鹿儿岛)
天文館（日语：てんもんかん）是日本鹿兒島縣鹿兒島市中心商圈的總稱，是鹿兒島市的一大商業娛樂區。在當地也常被簡稱為天街（日语：てんまち）。天文館是鹿兒島縣最大的商圈，也是南九州的經濟中心之一。天文館的頂棚除了有遮蔽日光之外，也有防止櫻島降灰的作用。

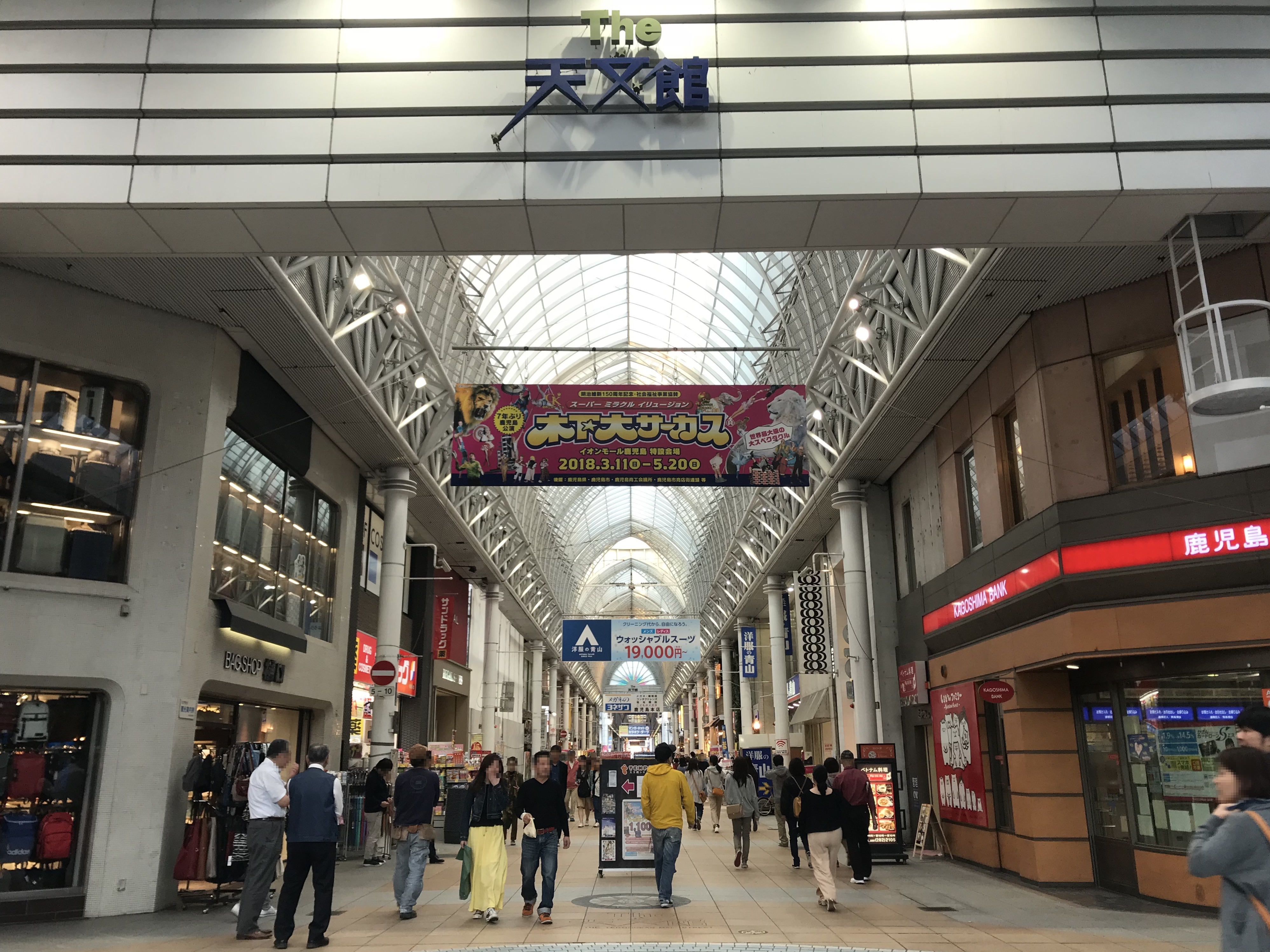

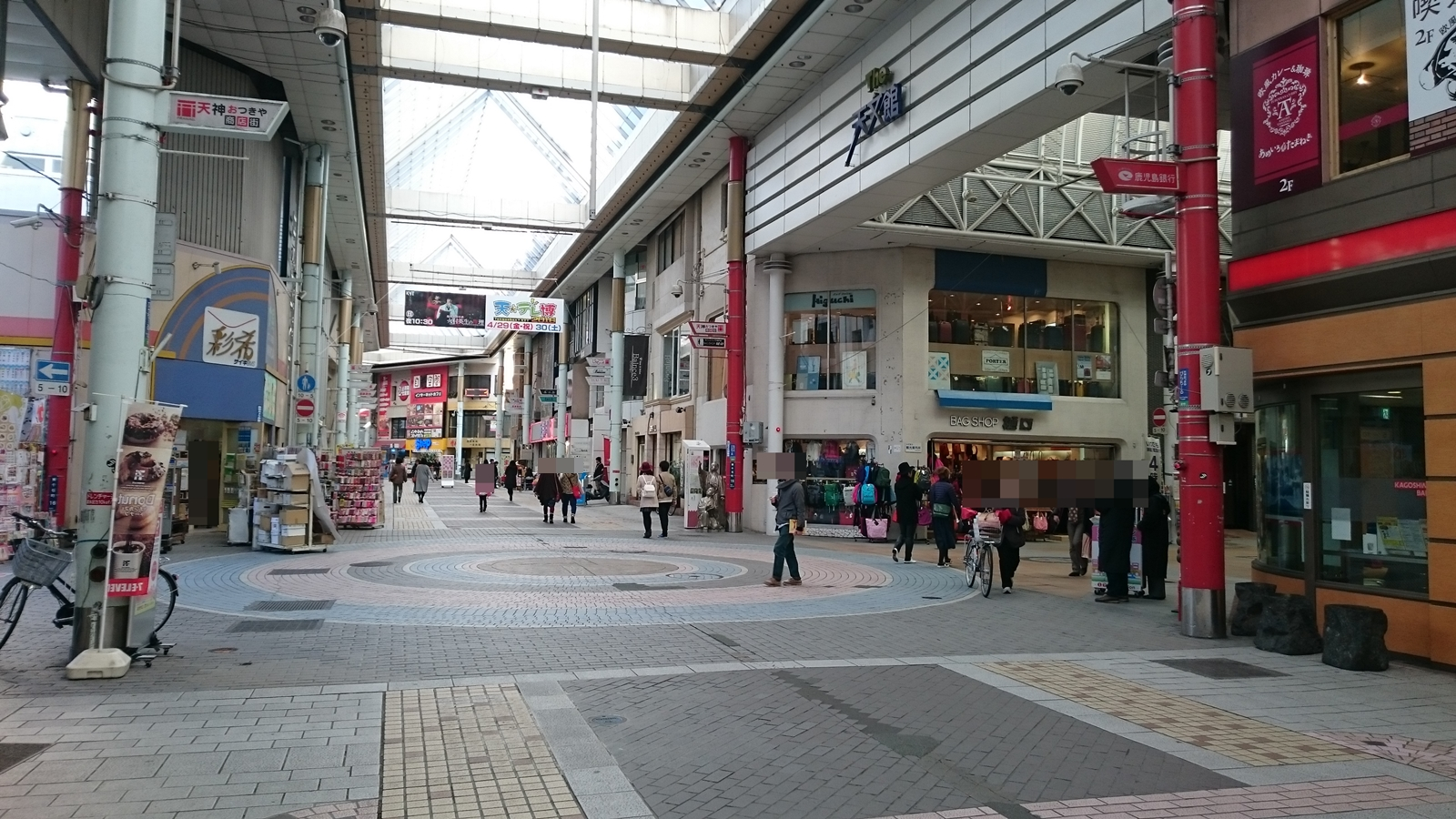

## 外部連結
- 鹿児島天文館「中央地区商店街振興組合連合会」 （页面存档备份，存于）
- 鹿児島社交業組合 （页面存档备份，存于）
- 天文館どっとこむ （页面存档备份，存于）
- 天ぶろ （页面存档备份，存于） - 天文館の地域活性を目的としたブログポータル
- 天文館のページ - 鹿児島市観光案内サイト「かごんまナビ」内